# Côte-des-Neiges–Notre-Dame-de-Grâce
Côte-des-Neiges–Notre-Dame-de-Grâce - jedna z dziewiętnastu dzielnic Montrealu. Z liczbą mieszkańców wynoszącą 164 246 jest to najludniejsza dzielnica w mieście. Znajduje się tutaj główny kampus Uniwersytetu Montrealu.